# Esporte Clube Cruzeiro (Santiago)
O Cruzeiro Esporte Clube de Santiago-RS mais conhecido como "Cruzeirinho" é um clube brasileiro de futebol, sediado em Santiago, no estado do Rio Grande do Sul. Comanda os seus jogos no Estádio José Francisco Gorski (antigo Alceu Carvalho). O Cruzeirinho é mais conhecido por ser a entidade organizadora da Copa Santiago de Futebol Juvenil que teve sua última edição em 2020, onde o Sociedade Esportiva Palmeiras se sagrou campeão após vencer o Esporte Clube Juventude pelo placar de um a zero.

## História
O Esporte Clube Cruzeiro nasceu no dia 6 de maio de 1967, quando o Tenente da Reserva do Exército Brasileiro Romeu Goulart Jacques (1902-1982), foi influenciado após assistir uma partida entre o Cruzeiro Esporte Clube e o Santos Futebol Clube válida pela Campeonato Brasileiro de Futebol de 1966, na qual o Cruzeiro acabou ganhando do Santos de Pelé no agregado por 9 x 4.
Então Jacques se inspirou e adotou o novo clube tendo o distintivo, nome e cores iguais a do clube mineiro. Porém havia algo que atrapalhava os planos de Jacques, havia outro time na cidade chamado Riachuelo Futebol Clube e no final de tudo isso, no dia 20 de maio de 1975, os dois clubes se fundiram e ali nascia oficialmente o Cruzeiro Esporte Clube de Santiago-RS que seria sediado no velho Campo da Lagoa, localizado na rua 13 de Maio, número 2408, no bairro Riachuelo.
Em 1984, o clube de Santiago acaba entrando na era profissional, tendo um time montado por jogadores da cidade e arredores que começa a impressionar todos já na sua primeira participação na Campeonato Gaúcho de Futebol - Série A2 e se sagra campeão da região Fronteira Oeste por três anos seguidos : 1986, 1987 e 1988, alcançando um quarto lugar no hexagonal final da Divisão de Acesso de 1989. A atividade profissional do clube vai até o ano de 1993 quando as dificuldades impediram de o clube ter continuidade.
Nessa época, o Cruzeiro já realizava a Copa Santiago de Futebol Juvenil, tendo sua primeira edição no ano de 1989. Então desde do ano de 1994, o Cruzeiro passa apenas focar nas categorias de base, tendo como objetivo revelar atletas e lazer para a comunidade santiaguense através dessa competição.

## Copa Santiago de Futebol Juvenil de 2016
No ano de 2016, o Cruzeirinho treinado por Airton Fagundes passa a fazer história na Copa Santiago de Futebol Juvenil e na fase de grupos passa em terceiro lugar do Grupo B com 8 pontos em tendo as equipes do Sociedade Esportiva Palmeiras (9 pts), São Paulo Futebol Clube (8 pts), Associação Chapecoense de Futebol (5 pts), Club Atlético 3 de Febrero (5 pts) e Criciúma Esporte Clube (4 pts).
Nas quartas de final, eliminou o Internacional por 1 x 0, nas semifinais elimina o Grêmio também por 1 x 0 e na final pega o São Paulo que também ganhou por 1 x 0 e o time de casa se consagra campeão pela primeira vez da competição em 26 anos de história.

## Cruzeiro campeão gaúcho de 2024 e o retorno da Copa Santiago!
Em 2024, o Cruzeiro de Santiago elegeu uma nova diretoria composta pela chapa tendo Sandi Yamada como presidente, e Luciano e Gustavo como os vice-presidentes substituindo o Maninho. Em março, a diretoria começou a nova gestão como o principal propósito de um retorno esperado pela comunidade de Santiago (Rio Grande do Sul), o retorno da Copa Santiago de Futebol Juvenil em 2025. Já na metade do ano, os empossados confirmavam a volta da competição nos dias 8 a 18 de janeiro em 2025 tendo clubes importantes na competição como o Internacional e o seu rival, o Grêmio. Mas antes disso, o Cruzeiro jogou a principal competição estadual pela categoria sub-17 como o propósito de subir de divisão. O raposão da fronteira... "vou continuar depois"...